# Сотара (вулкан)
Сотара (исп. Volcán Sotará) — стратовулкан в Колумбии.

## География
Вулкан расположен в Центральной Кордильере в департаменте Каука, в 25 км на юго-восток от города Попаян, и к юго-западу от вулкана Пурасе. На склоне вулкана находится исток реки Патия.
Три кальдеры (диаметрами 4,5, 2,5 и 1 км) придают вулкану неправильную форму. Высота вулкана составляет 4 580 метров. За период наблюдений извержений не наблюдалось, но вулкан сохраняет фумарольную и гидротермальную активность.
Мониторинг деятельности вулкана начался в ноябре 1993 года с установки телеметрической станции Sotara СВ в районе вулкана. В мае 1994 года эта станция была ограблена, восстановлена в декабре того же года. В 1995 году станция начинает регистрировать изменения сейсмической активности, кроме того в районе вулкана Серро-Негро временно была установлена вторая сейсмологическая станция.